# UCI World Tour 2017
L'UCI World Tour 2017 fou la setena edició de l'UCI World Tour. Inicialment havia d'incloure 38 proves, però amb la cancel·lació del Tour de Qatar quedà en 37 proves, nou més que en l'edició del 2016. La competició començà el 17 de gener amb la disputa del Tour Down Under i finalitzà amb el Tour de Guangxi el 24 d'octubre.
El belga Greg Van Avermaet (BMC Racing Team) en fou el vencedor final, quedant per davant del britànic Chris Froome (Team Sky) i del neerlandès Tom Dumoulin (Team Sunweb). El Team Sky fou el millor en la classificació per equips.

## Equips
| Codi | Nom oficial de l'equip             | País                | Grup          | Bicicletes                                                            | Bicicletes de CR       | Rodes         |
| ---- | ---------------------------------- | ------------------- | ------------- | --------------------------------------------------------------------- | ---------------------- | ------------- |
| ALM  | AG2R La Mondiale                   | França              | Shimano       | Factor Bikes 02 Factor Bikes ONE Factor Bikes ONE–S                   | Factor Bikes Slick     | Mavic         |
| AST  | Astana Qazaqstan Team              | Kazakhstan          | Shimano / FSA | Argon 18 Gallium Pro Argon 18 Nitrogen Pro                            | E-118 Next             | Vision Wheels |
| TBM  | Bahrain-Merida                     | Bahrain             | Shimano       | Merida Scultura Merida Reacto                                         | Merida Warp            | Fulcrum       |
| BMC  | BMC Racing Team                    | Estats Units        | Shimano       | BMC Teammachine SLR01 BMC Timemachine TMR01 BMC Granfondo GF01        | BMC TimeMachine TM01   | Shimano       |
| BOH  | Bora-Hansgrohe                     | Alemanya            | TBC           | Specialized Venge S-Works Tarmac Specialized Roubaix                  | Specialized Shiv       | Roval         |
| CDT  | Cannondale-Drapac Pro Cycling Team | Estats Units        | Shimano       | Cannondale SuperSix EVO Cannondale Synapse                            | Cannondale Slice       | Mavic         |
| DDD  | Dimension Data                     | Sud-àfrica          | Shimano/Rotor | Cervélo S5 Cervélo R5 Cervélo C5                                      | Cervélo P5             | Enve          |
| FDJ  | FDJ                                | França              | Shimano       | Lapierre Xelius SL Lapierre AircodeSL Lapierre Pulsium                | Lapierre Aerostorm DRS | Shimano       |
| TLJ  | Team LottoNL-Jumbo                 | Països Baixos       | Shimano       | Bianchi OltreXR2 Bianchi Specialissima Bianchi Infinito CV            | Bianchi Aquila CV      | Shimano       |
| LTS  | Lotto Soudal                       | Bèlgica             | Campagnolo    | Ridley Helium SLX Ridley Noah SL Ridley Fenix SL                      | Ridley Dean Fast       | Campagnolo    |
| MOV  | Movistar Team                      | Espanya             | Campagnolo    | Canyon Ultimate CF SLX Canyon Aeroad CF SLX                           | Canyon Speedmax CF     | Campagnolo    |
| ORS  | Orica-Scott                        | Austràlia           | Shimano       | Scott Foil Scott Addict                                               | Scott Plasma           | Shimano       |
| QST  | Quick-Step Floors                  | Bèlgica             | Shimano FSA   | Specialized Venge S-Works Tarmac Specialized Roubaix                  | Specialized Shiv       | Roval HED     |
| SUN  | Team Sunweb                        | Alemanya            | Shimano       | Giant TCR Advanced SL Giant Propel Advanced SL Giant Defy Advanced SL | Giant Trinity          | Shimano       |
| KAT  | Team Katusha                       | Suïssa              | SRAM          | Canyon Ultimate CF SLX Canyon Aeroad CF SLX Canyon Endurace CF SL     | Canyon Speedmax CF     | Zipp          |
| SKY  | Team Sky                           | Regne Unit          | Shimano       | Pinarello Dogma F8 Pinarello Dogma K8-S                               | Pinarello Bolide       | Shimano       |
| TFS  | Trek-Segafredo                     | Estats Units        | Shimano       | Trek Emonda Trek Madone Trek Domane                                   | Trek SpeedConcept      | Bontrager     |
| UAD  | UAE Team Emirates                  | Emirats Àrabs Units | Campagnolo    | Colnago C60 Colnago Concept Colnago V1-R                              | Colnago K-Zero         | Campagnolo    |

## Calendari i resultats
|    | Data                      | Nom de la cursa                   | País                    | Cat | Vencedor                 | Classificació individual | Classificació per equips |
| -- | ------------------------- | --------------------------------- | ----------------------- | --- | ------------------------ | ------------------------ | ------------------------ |
| 1  | 17-22 de gener            | Tour Down Under                   | Austràlia               | 3   | Richie Porte (AUS)       | Richie Porte (AUS)       | BMC Racing Team (USA)    |
| 2  | 29 de gener               | Cadel Evans Great Ocean Road Race | Austràlia               | 5   | Nikias Arndt (GER)       | Richie Porte (AUS)       | Orica-Scott (AUS)        |
| 4  | 25 de febrer              | Omloop Het Nieuwsblad             | Bèlgica                 | 5   | Greg Van Avermaet (BEL)  | Richie Porte (AUS)       | BMC Racing Team (USA)    |
| 3  | 23-26 de febrer           | Abu Dhabi Tour                    | Emirats Àrabs Units     | 5   | Rui Costa (POR)          | Richie Porte (AUS)       | BMC Racing Team (USA)    |
| 5  | 4 de març                 | Strade Bianche                    | Itàlia                  | 5   | Michał Kwiatkowski (POL) | Richie Porte (AUS)       | BMC Racing Team (USA)    |
| 6  | 5-12 de març              | Paris-Niça                        | França                  | 3   | Sergio Henao (COL)       | Richie Porte (AUS)       | BMC Racing Team (USA)    |
| 7  | 8-14 de març              | Tirrena-Adriàtica                 | Itàlia                  | 3   | Nairo Quintana (COL)     | Richie Porte (AUS)       | BMC Racing Team (USA)    |
| 8  | 18 de març                | Milà-Sanremo                      | Itàlia                  | 3   | Michał Kwiatkowski (POL) | Peter Sagan (SVK)        | BMC Racing Team (USA)    |
| 10 | 22 de març                | A través de Flandes               | Bèlgica                 | 5   | Yves Lampaert (BEL)      | Peter Sagan (SVK)        | Quick-Step Floors (BEL)  |
| 11 | 24 de març                | E3 Harelbeke                      | Bèlgica                 | 4   | Greg Van Avermaet (BEL)  | Greg Van Avermaet (BEL)  | Quick-Step Floors (BEL)  |
| 9  | 20-26 de març             | Volta a Catalunya                 | Catalunya               | 4   | Alejandro Valverde (ESP) | Greg Van Avermaet (BEL)  | Quick-Step Floors (BEL)  |
| 12 | 26 de març                | Gant-Wevelgem                     | Bèlgica                 | 3   | Greg Van Avermaet (BEL)  | Greg Van Avermaet (BEL)  | Quick-Step Floors (BEL)  |
| 13 | 2 d'abril                 | Tour de Flandes                   | Bèlgica                 | 3   | Philippe Gilbert (BEL)   | Greg Van Avermaet (BEL)  | Quick-Step Floors (BEL)  |
| 14 | 3-8 d'abril               | Volta al País Basc                | País Basc               | 4   | Alejandro Valverde (ESP) | Greg Van Avermaet (BEL)  | Quick-Step Floors (BEL)  |
| 15 | 9 d'abril                 | París-Roubaix                     | França                  | 3   | Greg Van Avermaet (BEL)  | Greg Van Avermaet (BEL)  | Quick-Step Floors (BEL)  |
| 16 | 16 d'abril                | Amstel Gold Race                  | Països Baixos           | 3   | Philippe Gilbert (BEL)   | Greg Van Avermaet (BEL)  | Quick-Step Floors (BEL)  |
| 17 | 19 d'abril                | Fletxa Valona                     | Bèlgica                 | 4   | Alejandro Valverde (ESP) | Greg Van Avermaet (BEL)  | Quick-Step Floors (BEL)  |
| 18 | 23 d'abril                | Lieja-Bastogne-Lieja              | Bèlgica                 | 3   | Alejandro Valverde (ESP) | Greg Van Avermaet (BEL)  | Quick-Step Floors (BEL)  |
| 19 | 25-30 d'abril             | Tour de Romandia                  | Suïssa                  | 3   | Richie Porte (AUS)       | Greg Van Avermaet (BEL)  | Quick-Step Floors (BEL)  |
| 20 | 1 de maig                 | Gran Premi de Frankfurt           | Alemanya                | 5   | Alexander Kristoff (NOR) | Greg Van Avermaet (BEL)  | Quick-Step Floors (BEL)  |
| 22 | 14-21 de maig             | Volta a Califòrnia                | Estats Units            | 5   | George Bennett (NZL)     | Greg Van Avermaet (BEL)  | Quick-Step Floors (BEL)  |
| 21 | 5-28 de maig              | Giro d'Itàlia                     | Itàlia                  | 2   | Tom Dumoulin (NED)       | Greg Van Avermaet (BEL)  | Quick-Step Floors (BEL)  |
| 23 | 4-11 de juny              | Critèrium del Dauphiné            | França                  | 3   | Jakob Fuglsang (DEN)     | Greg Van Avermaet (BEL)  | Quick-Step Floors (BEL)  |
| 24 | 10-18 de juny             | Volta a Suïssa                    | Suïssa                  | 3   | Simon Špilak (SVN)       | Greg Van Avermaet (BEL)  | Quick-Step Floors (BEL)  |
| 25 | 1-23 de juliol            | Tour de França                    | França                  | 1   | Christopher Froome (GBR) | Greg Van Avermaet (BEL)  | Quick-Step Floors (BEL)  |
| 26 | 29 de juliol              | Clàssica de Sant Sebastià         | País Basc               | 4   | Michał Kwiatkowski (POL) | Greg Van Avermaet (BEL)  | Quick-Step Floors (BEL)  |
| 28 | 30 de juliol              | RideLondon Classic                | Regne Unit              | 5   | Alexander Kristoff (NOR) | Greg Van Avermaet (BEL)  | Quick-Step Floors (BEL)  |
| 27 | 29 de juliol-4 d'agost    | Volta a Polònia                   | Polònia                 | 4   | Dylan Teuns (BEL)        | Greg Van Avermaet (BEL)  | Quick-Step Floors (BEL)  |
| 29 | 7-13 d'agost              | BinckBank Tour                    | Països Baixos · Bèlgica | 4   | Tom Dumoulin (NED)       | Greg Van Avermaet (BEL)  | Quick-Step Floors (BEL)  |
| 31 | 20 d'agost                | EuroEyes Cyclassics               | Alemanya                | 4   | Elia Viviani (ITA)       | Greg Van Avermaet (BEL)  | Quick-Step Floors (BEL)  |
| 32 | 27 d'agost                | Bretagne Classic                  | França                  | 4   | Elia Viviani (ITA)       | Greg Van Avermaet (BEL)  | Quick-Step Floors (BEL)  |
| 33 | 8 de setembre             | G. P. Ciclista de Quebec          | Canadà                  | 3   | Peter Sagan (SVK)        | Greg Van Avermaet (BEL)  | Quick-Step Floors (BEL)  |
| 30 | 19 d'agost-10 de setembre | Volta a Espanya                   | Espanya                 | 2   | Christopher Froome (GBR) | Greg Van Avermaet (BEL)  | Team Sky (GBR)           |
| 34 | 10 de setembre            | G. P. Ciclista de Mont-real       | Canadà                  | 3   | Diego Ulissi (ITA)       | Greg Van Avermaet (BEL)  | Team Sky (GBR)           |
| 35 | 7 d'octubre               | Volta a Llombardia                | Itàlia                  | 3   | Vincenzo Nibali (ITA)    | Greg Van Avermaet (BEL)  | Team Sky (GBR)           |
| 36 | 10-15 d'octubre           | Volta a Turquia                   | Turquia                 | 5   | Diego Ulissi (ITA)       | Greg Van Avermaet (BEL)  | Team Sky (GBR)           |
| 37 | 19-24 d'octubre           | Tour de Guangxi                   | R.P. de la Xina         | 5   | Tim Wellens (BEL)        | Greg Van Avermaet (BEL)  | Team Sky (GBR)           |

## Classificacions

### Classificació individual
Ciclistes amb el mateix nombre de punts es classifiquen per nombre de victòries i, si persisteix l'empat, pel nombre de segons llocs, tercers llocs, i així successivament, en les curses World Tour i les etapes.
| Pos. | Nom                      | Equip                              | Punts |
| ---- | ------------------------ | ---------------------------------- | ----- |
| 1    | Greg Van Avermaet (BEL)  | BMC Racing Team                    | 3582  |
| 2    | Chris Froome (GBR)       | Team Sky                           | 3452  |
| 3    | Tom Dumoulin (NED)       | Team Sunweb                        | 2545  |
| 4    | Peter Sagan (SVK)        | Bora-Hansgrohe                     | 2544  |
| 5    | Vincenzo Nibali (ITA)    | Bahrain-Merida                     | 2196  |
| 6    | Michał Kwiatkowski (POL) | Team Sky                           | 2171  |
| 7    | Alejandro Valverde (ESP) | Movistar Team                      | 2105  |
| 8    | Dan Martin (IRL)         | Quick-Step Floors                  | 2050  |
| 9    | Michael Matthews (AUS)   | Team Sunweb                        | 2049  |
| 10   | Alberto Contador (ESP)   | Trek-Segafredo                     | 1987  |
| 11   | Philippe Gilbert (BEL)   | Quick-Step Floors                  | 1893  |
| 12   | Richie Porte (AUS)       | BMC Racing Team                    | 1882  |
| 13   | Nairo Quintana (COL)     | Movistar Team                      | 1811  |
| 14   | Alexander Kristoff (NOR) | Team Katusha                       | 1806  |
| 15   | Ilnur Zakarin (RUS)      | Team Katusha                       | 1686  |
| 16   | Diego Ulissi (ITA)       | UAE Team Emirates                  | 1569  |
| 17   | Bauke Mollema (NED)      | Trek-Segafredo                     | 1524  |
| 18   | Julian Alaphilippe (FRA) | Quick-Step Floors                  | 1465  |
| 19   | Romain Bardet (FRA)      | AG2R La Mondiale                   | 1464  |
| 20   | Rigoberto Urán (COL)     | Cannondale-Drapac Pro Cycling Team | 1360  |
| 21   | Tim Wellens (BEL)        | Lotto Soudal                       | 1326  |
| 22   | Thibaut Pinot (FRA)      | FDJ                                | 1317  |
| 23   | Ion Izagirre (ESP)       | Bahrain-Merida                     | 1276  |
| 24   | Domenico Pozzovivo (ITA) | AG2R La Mondiale                   | 1275  |
| 25   | Sergio Henao (COL)       | Team Sky                           | 1266  |

- 436 ciclistes aconseguiren puntuar.

### Classificació per equips
La classificació per equips es calcula amb la suma de la posició dels ciclistes de cada un dels equips.
| Pos. | Equip                              | Punts | Millors 5 ciclistes                                                                     |
| ---- | ---------------------------------- | ----- | --------------------------------------------------------------------------------------- |
| 1    | Team Sky                           | 12806 | Froome (3452), Kwiatkowski (2171), Ser. Henao (1266), Landa (1170), Viviani (1031)      |
| 2    | Quick-Step Floors                  | 12652 | D. Martin (2050), Gilbert (1893), Alaphilippe (1465), Gaviria (1159), Jungels (704)     |
| 3    | BMC Racing Team                    | 10961 | Van Avermaet (3582), Porte (1882), Dennis (810), Teuns (763), Caruso (755)              |
| 4    | Team Sunweb                        | 8033  | T. Dumoulin (2545), Matthews (2049), Kelderman (1049), Barguil (977), Arndt (377)       |
| 5    | Trek-Segafredo                     | 7934  | Contador (1987), Mollema (1524), Stuyven (1120), Degenkolb (990), Felline (749)         |
| 6    | Movistar Team                      | 7399  | Valverde (2105), N. Quintana (1811), Je. Herrada (668), G. Izagirre (500), Soler (462)  |
| 7    | Orica-Scott                        | 7190  | S. Yates (1067), Albasini (830), A. Yates (776), Chaves (619), Keukeleire (608)         |
| 8    | Bora-Hansgrohe                     | 6516  | P. Sagan (2544), Majka (1117), S. Bennett (548), McCarthy (505), Pöstlberger (414)      |
| 9    | AG2R La Mondiale                   | 6316  | Bardet (1464), Pozzovivo (1275), Naesen (910), Vuillermoz (881), Bakelants (515)        |
| 10   | Cannondale-Drapac Pro Cycling Team | 5748  | Urán (1360), Vanmarcke (917), Slagter (589), Woods (585), van Baarle (491)              |
| 11   | Team Katusha                       | 5619  | Kristoff (1806), Zakarin (1686), Špilak (748), Zabel (326), Restrepo (272)              |
| 12   | UAE Team Emirates                  | 5494  | Ulissi (1569), Costa (929), Meintjes (758), Modolo (364), Polanc (296)                  |
| 13   | Lotto Soudal                       | 5466  | Wellens (1326), Gallopin (853), Greipel (788), Benoot (541), Valls (313)                |
| 14   | Bahrain-Merida                     | 5277  | V. Nibali (2196), I. Izagirre (1276), Colbrelli (887), Visconti (203), Pellizotti (101) |
| 15   | Astana Qazaqstan Team              | 5018  | Aru (1214), Fuglsang (764), M. López (520), Lutsenko (409), Valgren (405)               |
| 16   | Team LottoNL-Jumbo                 | 4846  | Roglič (1191), Groenewegen (678), Kruijswijk (667), G. Bennett (566), Gesink (359)      |
| 17   | FDJ                                | 3616  | Pinot (1317), Démare (1128), Molard (247), Roux (204), Reichenbach (124)                |
| 18   | Dimension Data                     | 2575  | Haas (775), Boasson Hagen (561), Fraile (180), Thwaites (141), Pauwels (127)            |

### Classificació per país
No es disputà el 2017.